# Португальская философия
Португальская философия — обобщенное название философии португальских мыслителей.
Португальская философия является неоднозначным термином, может означать философию в Португалии в целом и отдельные направления. В частности, термином португальская философия сегодня обозначают движение, основанное А́лвару Рибейру в 1943 году с публикацией книги «Проблема португальской философии» (порт. O Problema da Filosofia Portuguesa), имеющее истоки в так называемой Школе Порту и в наследии португальских философов, а именно: Леонарду Коимбры, Сампайю Бруну, Виана, Педру де Аморин, Делфин Сантуш и других.
В особенности под влиянием идей Леонарду Коимбры, воспринятым на факультете искусств Университета Порту, Алвару Рибейру совместно с Жозе Маринью основал в Лиссабоне Группу португальской философии (порт. Grupo da Filosofia Portuguesa), в которую входили Антониу Куадруш, Антониу Браш Тейшейра и другие. Деятельность Группы португальской философии является одной из самых продуктивных в истории философии в Португалии как в отношении обсуждения вопроса национальной философии, так дискуссий о португальской системе образования и прочим актуальным темам.
Проблема национальной португальской философии не является уникальной, но касается, например, немецкой философии, французской философии или бразильской философии. Во всех странах существует проблема универсальности национальной философии, поскольку, возможно, язык определяет национальность философии.
Представителем позитивизма в XIX веке был философ, историк литературы и поэт Теофилу Брага (1843—1924), издававший в 1878—1882 годах журнал O Positivismo.
Начиная с 1945 года в Португалии выходит журнал Revista Portuguesa de Filosofia.